# Granze
Granze est une commune italienne de la province de Padoue, dans la région Vénétie.

## Administration
| Période                                  | Période | Identité | Étiquette | Qualité |
| ---------------------------------------- | ------- | -------- | --------- | ------- |
|                                          |         |          |           |         |
| Les données manquantes sont à compléter. |         |          |           |         |

### Communes limitrophes
Sant'Elena, Sant'Urbano, Solesino, Stanghella, Vescovana, Villa Estense.

### Personnalités nées à Granze
- Renato Bruson ;
- Fabrizio Verza.